# Palomar (José Ruiz Blasco, 1878)
Palomar es un cuadro de óleo sobre lienzo del pintor malagueño José Ruiz Blasco, padre del artista Pablo Ruiz Picasso. El autor pintó esta obra en Málaga en 1878. El lienzo se encuentra en el museo de la Fundación Picasso Museo Casa Natal de Málaga, cedido temporalmente desde 2002 por el ayuntamiento de la ciudad.
Además de esta obra, el autor pintó otros cuadros con el mismo tema, e incluso el mismo nombre. Así, en 2014, el ayuntamiento de La Coruña consiguió la cesión de otro cuadro titulado Palomar, realizado en 1894, por parte de la familia Molezún Rebellón para exponerlo en la Casa Museo Picasso de La Coruña. Este mismo cuadro estuvo expuesto en la Fundación Picasso Museo Casa Natal en 2004.